# بوكيت ميرتاجام
بوكيت ميرتاجام هي بلدة، في ماليزيا، تقع في Central Seberang Perai District ‏، بلغ عدد سكانها 210,000 نسمة، رمزها البريدي هو 14000.

## الموقع
تشترك في الحدود مع:
- Perai [الإنجليزية]‏.

## أعلام
- محمد عصري زين العابدين